# Wołowiec (przystanek kolejowy)
Wołowiec – zlikwidowany przystanek gryfickiej kolei wąskotorowej w Wołowcu, w województwie zachodniopomorskim, w Polsce. Przystanek został zlikwidowany pomiędzy rokiem 1947 a 1959.